# Єсюк Руслан Вікторович
Русла́н Ві́кторович Єсю́к (10 травня 1975 — 3 грудня 2017, м. Біла Церква, Київська область) — солдат Збройних сил України, учасник російсько-української війни. Почесний громадянин Білої Церкви.

## Життєпис
Народився 10 травня 1975 року.
У 2014 році після початку війни на сході України як доброволець пішов до українського війська, служив мінометником у 72-й механізованій бригаді Збройних сил України.
Після демобілізації з фронту працював м. Біла Церква на Київщині у приватній охоронній фірмі ТОВ «А1 Security Group».
3 грудня 2017 року під вечір у Білій Церкві під час затримання разом з напарником озброєного грабіжника ювелірного магазину «Бурштин» був смертельно поранений з вогнепальної зброї у шию. Зловмисник кілька раз прицільно вистрілив в охоронців, після чого зник у невідомому напрямку, через що Руслан Єсюк загинув на місці, а його напарник зазнав неважкого поранення.
7 грудня 2017 року відбулося прощання з ним у храмі святого Іллі Муромця та поховання у Білій Церкві на Алеї Слави з військовими почестями.

## Відзнаки
- Почесний громадянин міста Біла Церква (2018, посмертно)[6][7][8]

## Родина
Руслан Єсюк мав дружину Людмилу та сина Владислава. Дружина працювала вчителькою українською мови і літератури та займалася волонтерством.